# هافنر

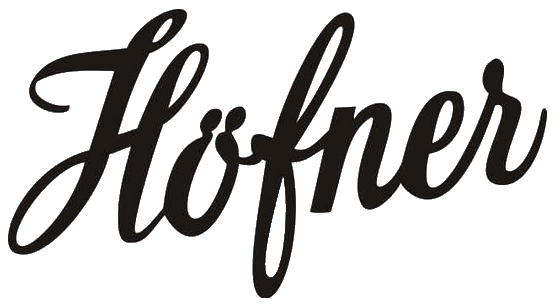
نمایی از نشان‌وارهٔ رسمی شرکت سازندهٔ ساز هافنر

شرکت سازندهٔ ساز هافنر در زمینهٔ ساخت آلات موسیقی در سال ۱۸۸۷ میلادی در کشور آلمان توسط کارل هافنر تأسیس شد.
این شرکت در زمینهٔ ساخت گیتار، ویولن و انواع گیتارهای برقی فعالیت دارد.
شرکت هافنر دو کارگاه در کشورهای آلمان و چین دارد.

## زمینه کاری
هافنر ابتدا در زمینهٔ تعمیر و ساخت ویولن فعالیت داشت اما در سال‌های ۱۹۱۹ تا ۱۹۲۱ با پیوستن جوزف و والتر، فرزندان اریک هافنر، این شرکت طراحی و ساخت گیتار کلاسیک را نیز در راستای کار خود قرار داد.
به این ترتیب در سال‌های دهه ۳۰ میلادی بیشتر برای هنرجویان به ساخت گیتار می‌پرداخت اما پس از آن با ساخت گیتارهای حرفه‌ای و طرحی جدید توانست در میان سازندگان گیتار جهان مطرح شود.